# Incisione
L'incisione è una tecnica artistica. Può essere in cavo o in rilievo.

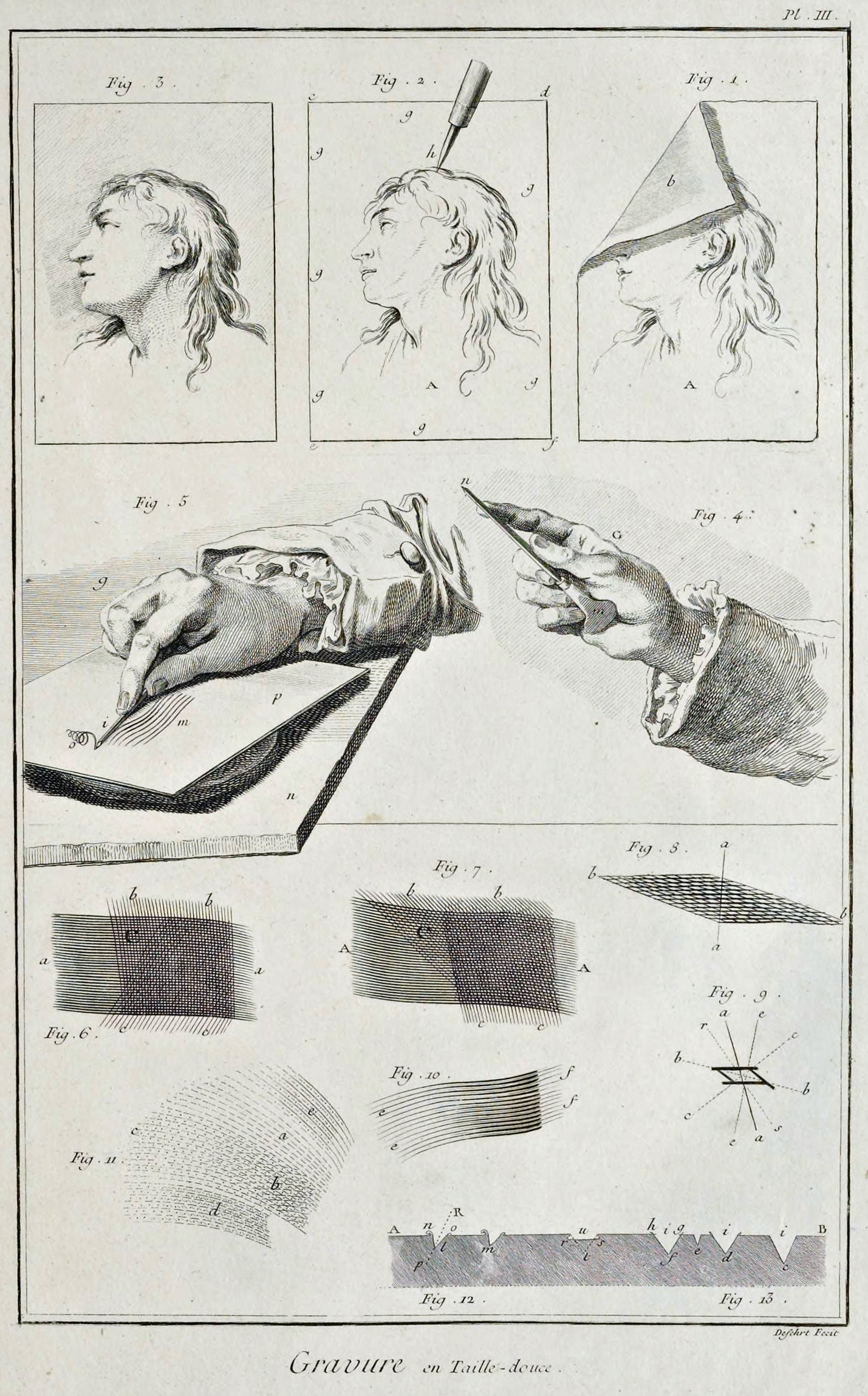
Esecuzione di un'incisione a bulino.

La tecnica in cavo consiste in una matrice di metallo che può essere incisa direttamente (per esempio a bulino o puntasecca), oppure incisa con acidi (per esempio nell'acquaforte o nell'acquatinta). Tale tecnica viene denominata in cavo perché l'inchiostro di stampa penetra nei solchi formatisi per azione del bulino o dell'acido. L'impressione sulla carta lascia sempre il segno della matrice.
La tecnica in rilievo prevede che una matrice venga scolpita lasciando in rilievo l'immagine; anticamente si utilizzava il legno (xilografia), ma oggi anche in linoleum o altri materiali. L'incisione viene usata da tempo anche nel campo dell'oreficeria, come decorazione di un oggetto (anello, bracciale o altro) associato anche a tecniche di incastonatura. Particolare tecnica incisoria, manuale e meccanica insieme, è il ghiglioscé.

## Storia

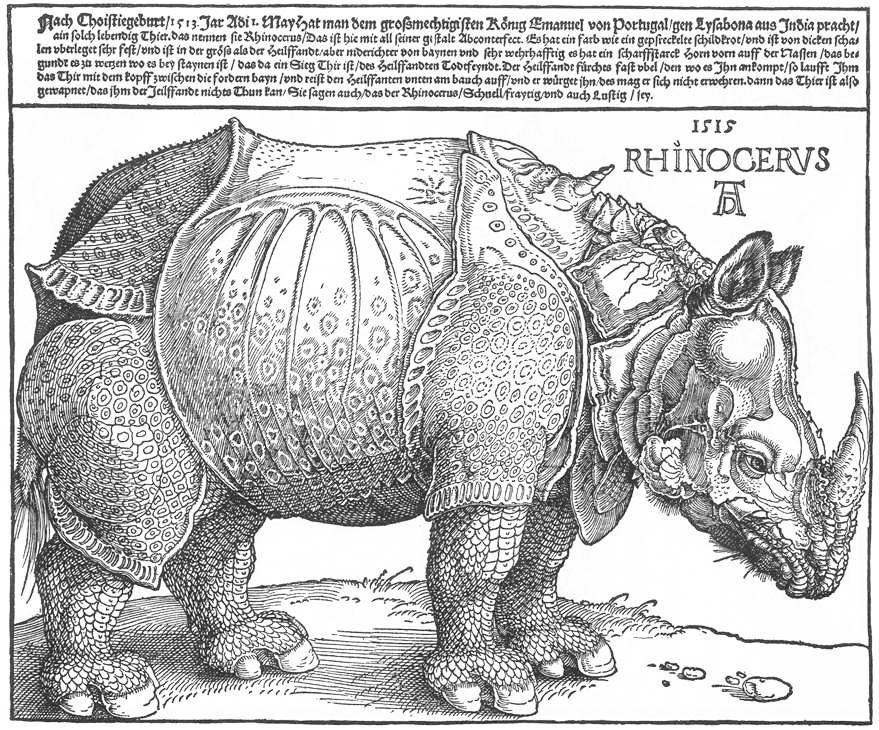
Albrecht Dürer, Rinoceronte, xilografia.

I primi esempi documentati risalgono, in Egitto e in Cina, al VII secolo a.C., e in Grecia dal VI secolo a.C., tra i cui rappresentanti si possono menzionare Epimene, Eraclida, Gelone. I cinesi usavano in un primo momento il metodo xilografico per la controimpressione delle stoffe, passando poi anche alla scrittura. Il testo era scritto su un foglio di carta e riportato a decalco su un piano di legno che veniva inciso a rilievo con i caratteri al rovescio e successivamente inchiostrato. Il metodo xilografico è il più antico tra tutti i metodi di stampa e arrivò in Europa verso il XIV secolo per la produzione di carte da gioco. Successivamente il processo si estese anche alla produzione di immagini religiose e di veri e propri libri (i cosiddetti libri xilografici) ottenuti dall'incisione di intere frasi o paragrafi (da qui Johannes Gutenberg ricaverà l'idea dei caratteri mobili prima in legno e poi in piombo). Questo tipo di stampa è detta in rilievo ed è caratterizzata dal fatto che le parti che ricevono l'inchiostro sono tutte alla medesima altezza sul piano di stampa, mentre le parti da non stampare sono più basse e incavate (scavate con le sgorbie). Uno dei maestri indiscussi della xilografia è l'artista originario di Norimberga Albrecht Dürer che a cavallo tra Quattrocento e Cinquecento creò alcune delle più belle xilografie mai realizzate.

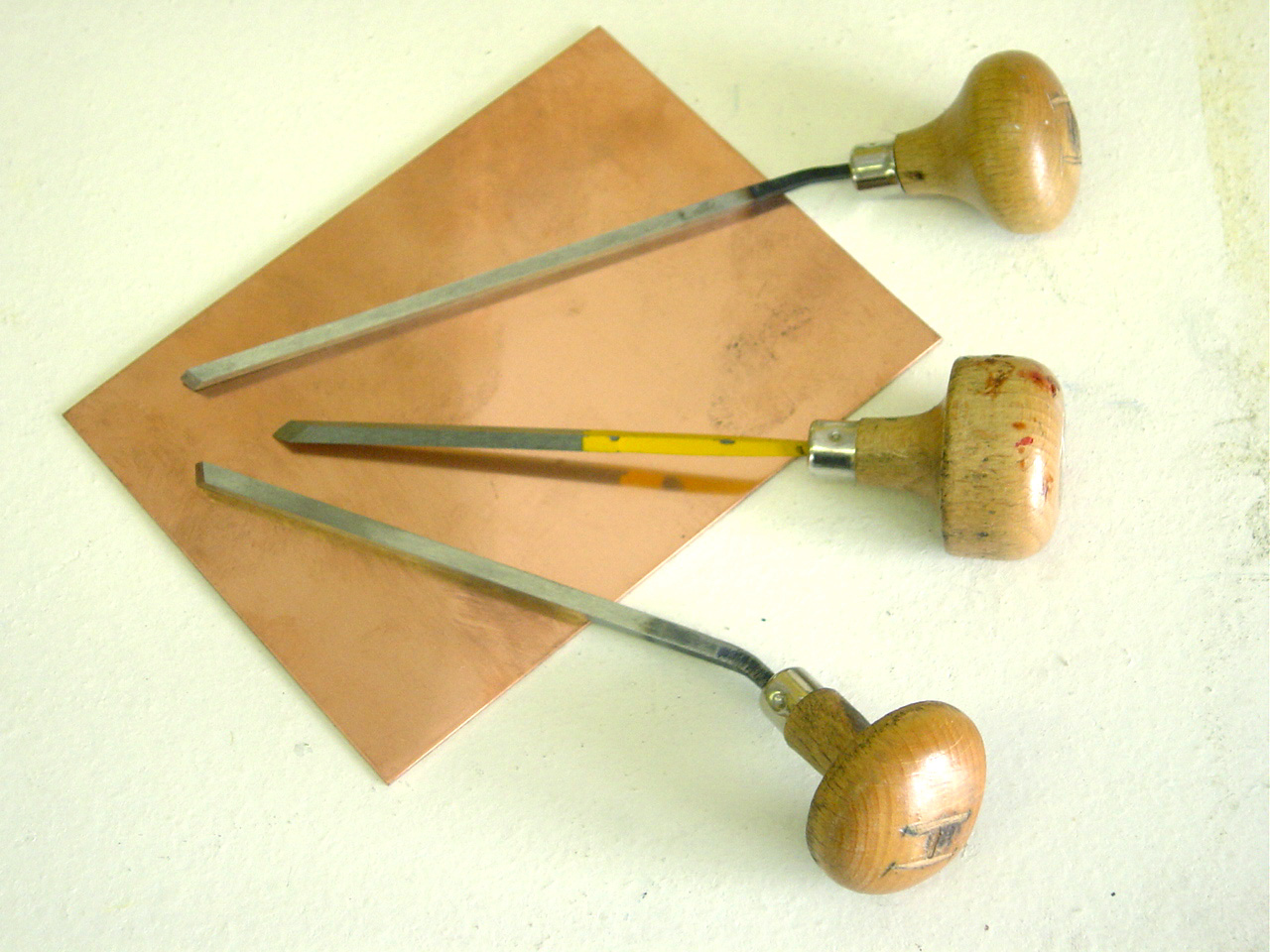
Una selezione di bulini.

Il secondo tipo di stampa è quella calcografica o in incavo, in cui le parti che ricevono l'inchiostro sono incavate rispetto al piano di stampa: l'inchiostro si deposita negli incavi sul supporto a spessore differente a seconda della profondità dell'incisione. Questo metodo caratterizza tutte le tecniche di incisione su metallo: bulino, puntasecca, acquaforte, acquatinta, maniera allo zucchero, maniera nera.
Il bulino è la tecnica calcografica più antica e fu probabilmente inventato da Maso Finiguerra. Mutuata dall'oreficeria trovò un'ampia diffusione nel Cinquecento e nel Seicento nella riproduzione delle opere dei grandi maestri (Raffaello, Michelangelo) che ebbero una grande diffusione anche come modelli per le botteghe d'artisti. Tra gli incisori da ricordare bisogna citare Gilles Rousselet, che fu anche incisore ufficiale del Re Sole. Anche nel bulino Durer segnò un primato, essendo frutto di questa tecnica l'ideale trittico dei Meisterstiche, cioè alcune delle incisioni a bulino più belle mai realizzate.

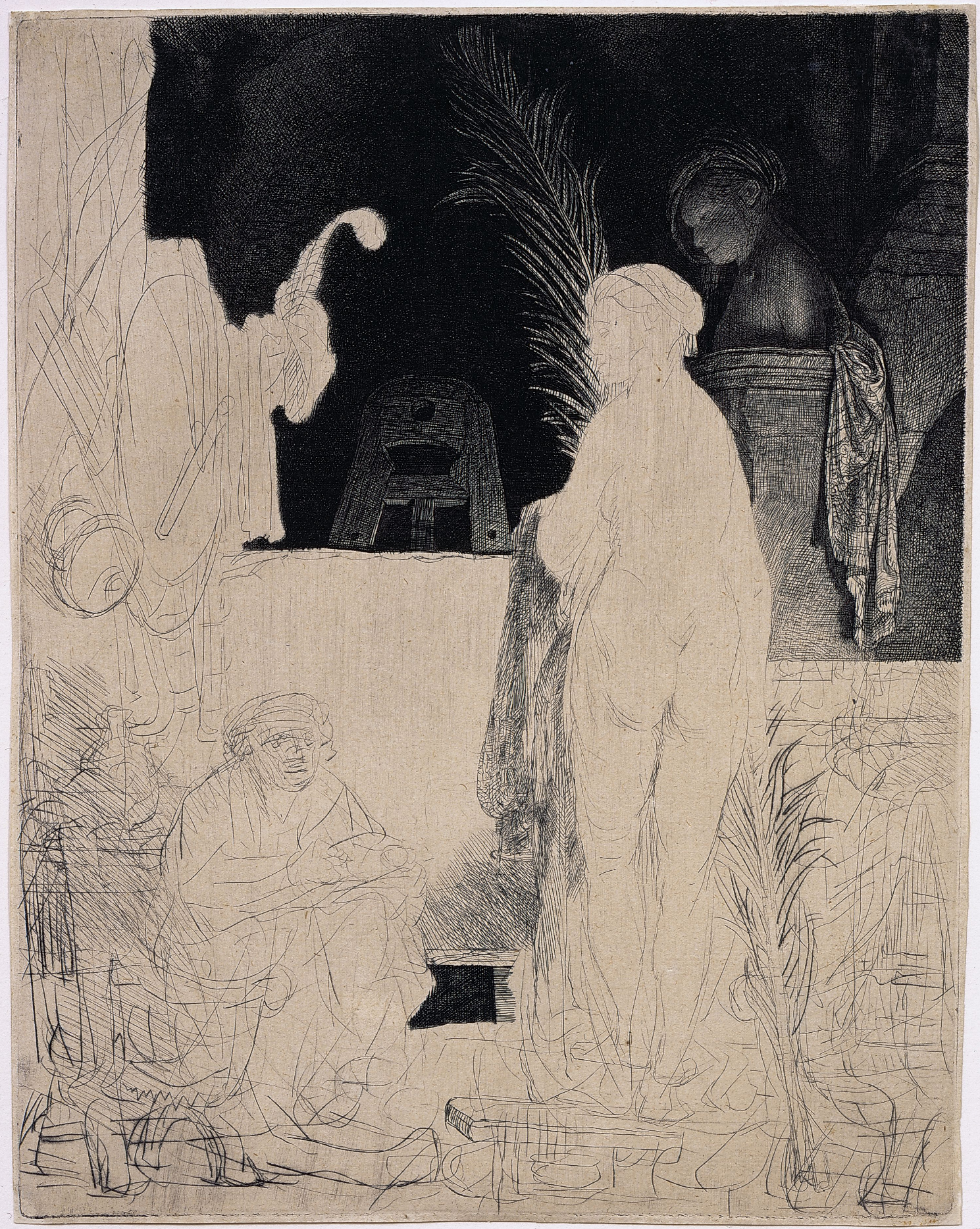
Rembrandt, L'artista che disegna una modella, secondo stato, acquaforte, puntasecca e bulino.

Tra i precursori dell'utilizzo della tecnica dell'acquaforte, nata in ambito nordico per la decorazione delle armi, vi fu Francesco Mazzola, detto il Parmigianino (1508 - 1540), che sperimentò, grazie alla sua passione per l'alchimia, un nuovo metodo d'incisione su metallo per mezzo di un acido che aveva il potere di corrodere il metallo.
L'acido utilizzato, il nitrico, venne chiamato "acquaforte". Si interessarono a questa nuova tecnica per creare "incisioni originali" (cioè incise di propria mano) diversi artisti quali: Agostino Carracci, il Veronese, il Correggio, il Canaletto, il Tiepolo, Rubens e Van Dyck.
È importante ricordare l'opera incisoria di Rembrandt, maestro dell'acquaforte. Fu lui infatti a liberarla dall'imitazione dell'incisione a bulino.
Ricordiamo nel Settecento la produzione incisoria del Tiepolo (1696-1770) di Giovanni Antonio Canal detto "il Canaletto" (1697-1788), e dell'architetto Giovan Battista Piranesi (1720-1788) che pare abbia inciso non meno di 1000 lastre, mentre nel Novecento Luigi Bartolini (1892 - 1963) ne ha incise oltre 1500.

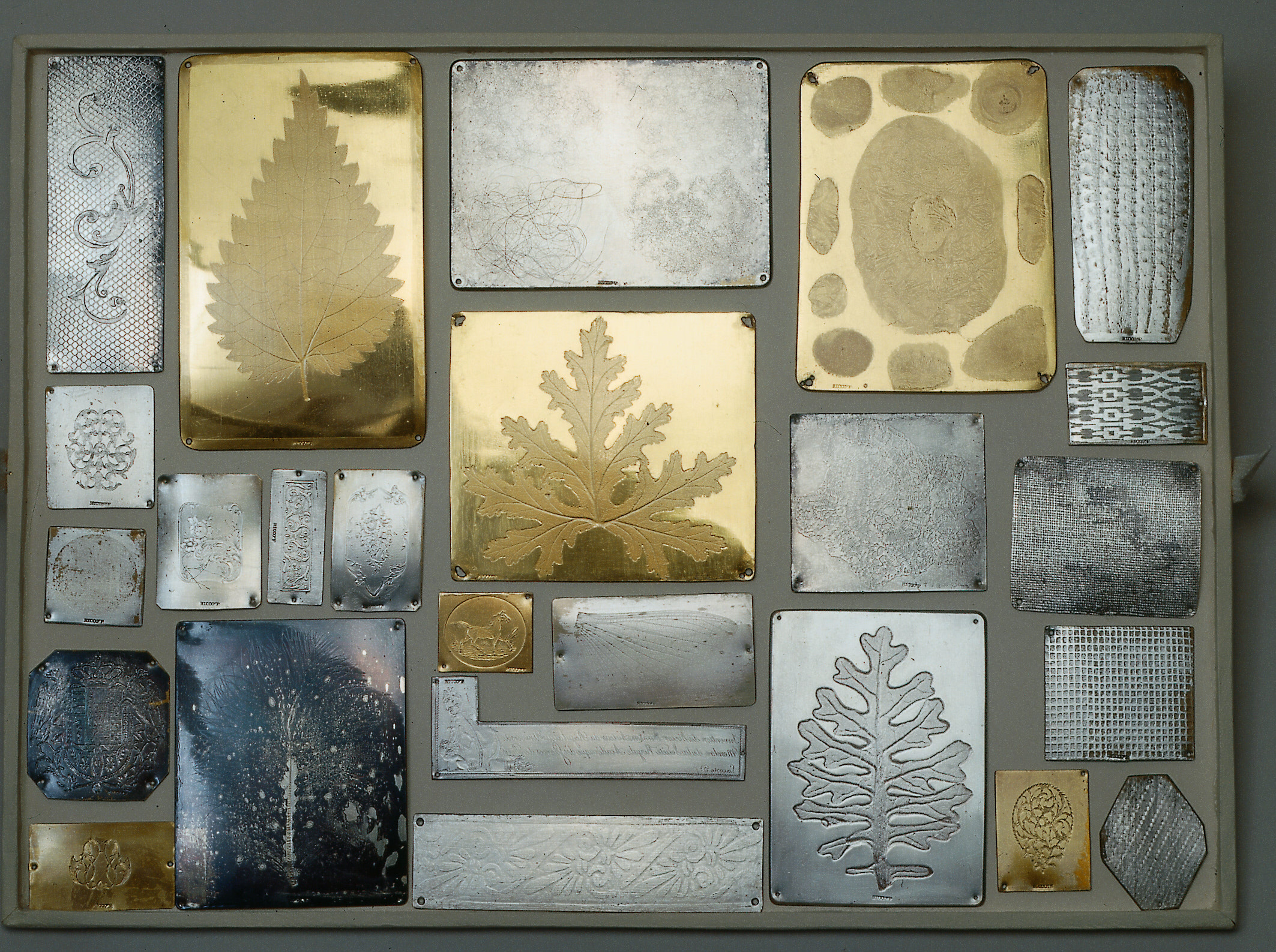
Felice Riccò, Serie di matrici per stampa naturale, Museo civico di Modena.

Nell'Ottocento si manifesta il declino della siderografia e dell'acquaforte come tecnica di stampa per l'apparire della litografia che permetterà una più veloce e ampia edizione dei soggetti.
Gli artisti continuarono a sperimentare le tecniche di incisione ad acquaforte come mezzo per raggiungere risultati espressivi impossibili con il disegno o la pittura. Cominciarono a sorgere le calcografie, botteghe dove gli artisti si ritrovavano ad incidere le loro lastre e dove venivano accuratamente conservate le matrici.
La maggiore calcografia giunta fino ad oggi è quella di Roma, costituita nel 1738 e nota come Calcografia Nazionale ricca di matrici celeberrime. Altrettanto celebri sono la calcografia di Madrid e quella del Museo del Louvre a Parigi. Anche molte Pinacoteche italiane si sono arricchite di sezioni dedicate alle stampe (cosiddetti "gabinetti di stampe"). Importante è la Civica raccolta delle stampe Achille Bertarelli di Milano e il Gabinetto Disegni e Stampe degli Uffizi a Firenze.
Tra gli incisori più apprezzati si può menzionare lo statunitense Alexander Anderson.